# Kryzys 16 maja 1877
Kryzys 16 maja 1877 (fr. Crise du seize mai) był pierwszym, a zarazem najpoważniejszym kryzysem politycznym w historii III Republiki Francuskiej. Jej istotę stanowił spór pomiędzy zwolennikami republiki a rojalistami o przyszły ustrój Francji.

## Przebieg
Totalna klęska wojsk francuskich w wojnie w 1870 roku doprowadziła do obalenia dyktatury skompromitowanego cesarza Napoleona III i proklamowania w jej miejsce ustroju republikańskiego. Od samego początku wzbudzało to silny protest ze strony środowisk monarchistycznych, na którego czele stali orleaniści, wspierani przez słabszych legitymistów.
Orleaniści nie byli zwolennikami pozbawionego władzy cesarza, którego uważali za despotę i uzurpatora. Stojący na ich czele członkowie dynastii Burbonów mieli nadzieję na przywrócenie władzy w ręce swojej rodziny, której ją odebrano w wyniku rewolucji lutowej 1848 roku. Sprzyjała im opinia publiczna: aż do 1876 roku monarchiści dominowali w Zgromadzeniu Narodowym. W 1873 do najwyższego urzędu - stanowiska szefa państwa - doszedł Patrice Mac-Mahon, zdeklarowany rojalista, który otwarcie nawoływał do przywrócenia Burbonom władzy. Mając większość w parlamencie (III Republika nie dawała głowie państwa zbyt rozbudowanych prerogatyw w obawie przed powtórką z 1851 roku) wystarczyło właściwie przełożyć deputowanym odpowiedni wniosek.
Na przeszkodzie stanął jednak główny zainteresowany: hrabia Henryk d'Atrois, który dwukrotnie kategorycznie odrzucał możliwość zrzeknięcia się białej flagi, która we Francji nie obowiązywała od 1830, a co do której było wiadomo, że Francuzi jej nie zaakceptują. W ten sposób szansa na szybką restaurację monarchii została zaprzepaszczona, co pozwoliło republikanom doprowadzić do uchwalenia w 1875 konstytucyjnych praw, które uprawomocniły panujący ustrój i utrudniły jego obalenie. Ponadto wprowadzały również instytucję Senatu jako wyższej izby parlamentu. Jednocześnie monarchiści notorycznie tracili poparcie. W wyborach z 1876 utrzymali mikroskopijną większość w Senacie (151 miejsc do 149 dla dotychczasowej opozycji), natomiast republikanie do reszty zdominowali izbę niższą.
W tej sytuacji w maju 1877 roku prezydent Mac-Mahon usunął z urzędu premiera Jules’a Simon, w jego miejsce wstawiając księcia Alberta de Broglie, protegowanego orleanistów. Posunięcie to, jawnie lekceważące wolę wyborców, wzbudziło oburzenie republikanów, którzy 16 maja odmówili poparcia budowy nowego rządu. Tym samym Mac-Mahon zmuszony został rozwiązać parlament i rozpisać nowe wybory. Te przyniosły orleanistom kolejną, jeszcze bardziej dotkliwą klęskę: przypadło im tylko 11 miejsc, najmniej spośród wszystkich ugrupowań, które dostały się do Zgromadzenia. Jedyną liczącą się rojalistyczną siłą stawali się teraz bonapartyści. Ostatecznie Mac-Mahon, pod presją Léona Gambetty, zaakceptował Jules’a Dufaure na stanowisku szefa rządu, zobowiązał się również szanować prawa konstytucyjne III Republiki i nie rozwiązywać parlamentu w razie nienadzwyczajnych okoliczności. Ostatecznie ustąpił ze stanowiska w 1879, trzy lata przed przepisowym końcem swojej kadencji.

## Efekty
Kryzys 1877 stanowił pierwszą próbę trwałości demokracji młodej republiki, z której ta wyszła zwycięsko. Do samego jej końca kolejni prezydenci pozostawali raczej na marginesie polityki, pozbawieni realnych możliwości wpływania na bieżące wydarzenia polityczne. Stan ten przerwała epoka rządu Vichy, zaś kolejna - czwarta już - republika powróciła do sprawdzonego, choć wysoce niestabilnego modelu. Prezydenci Francji powrócili na pierwszy plan dopiero w 1958 roku, kiedy to Charles de Gaulle zainicjował utworzenie ustroju o charakterze semiprezydenckim, który funkcjonuje po dziś dzień.